# Гаккебуш Любов Михайлівна
Гаккебуш Любов Михайлівна (нар. 14 (26) вересня 1888, Немирів — 28 травня 1947, Київ) — українська драматична акторка, професорка, перекладачка, вчителька, народна артистка УРСР (з 1943 року), дворянка. Дружина Василя Василька. Мати режисера Валерія Гаккебуша, сестра вченого-психіатра Валентина Гаккебуша. Перша виконавиця ролі леді Макбет на українській сцені.

## Біографія
Народилась 14 (26 вересня) 1888 року в Немирові. В 1896–1905 роках навчалась в Інституті шляхетних дівчат в Києві. В 1914 році закінчила історико-філософський факультет Московських вищих жіночих курсів. 18 жовтня 1917 року дебютувала на сцені Державного національного театру в Києві у ролі Панночки («Осінь», О. Олеся).
1922 року працювала в трупі Мандрівного театру «Каменярі», який діяв під керівництвом В. Василька.
Працювала у театрі Леся Курбаса «Березіль», Донецькому українському музично-драматичному театрі, театрах Вінниці, Одеси, Києва. З 1919 року вела педагогічну роботу у різних театральних студіях, у Харківському музично-драматичному інституті.
Член КПРС з 1943 року. Після 1944 року оселилася в Києві. У 1944–1947 роках викладала в Київському інституті театрального мистецтва імені Карпенка-Карого. Зосередилася на перекладацькій діяльності. Зробила 32 переклади п'єс з російської та французької мов, зокрема автор перекладів українською мовою Мольєра, Горького («Міщани»), Треньова, Афіногенова, Ромашова.

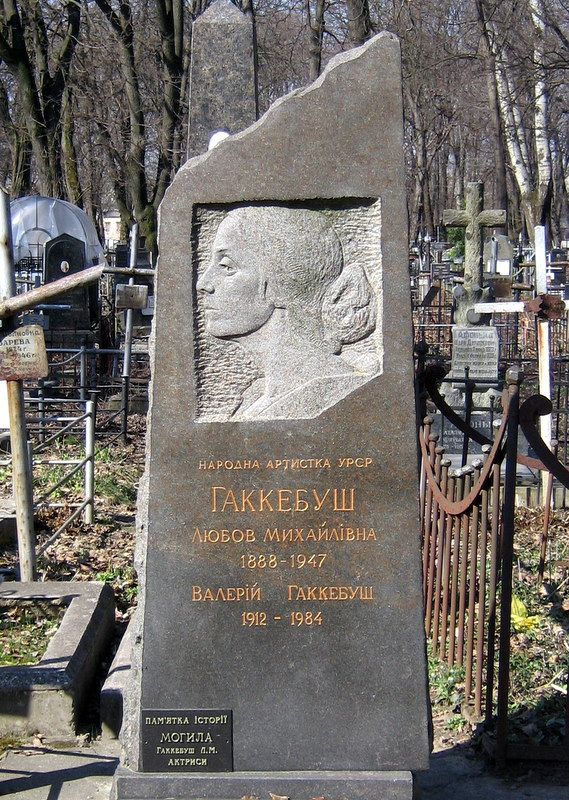
Могила Л. М. Гаккебуш

Померла 28 травня 1947 року. Похована в Києві на Лук'янівському кладовищі (ділянка № 20, ряд № 1; автори надгробку — скульптор Іван Кавалерідзе, архітектор Р. П. Бикова; встановлений в 1971 році).

## Творчість
За 30 років сценічної діяльності зіграла у виставах:
- Іокаста («Цар Едіп», Софокла);
- леді Макбет («Макбет», В. Шекспіра);
- Лукія («Відьма», Т. Шевченка);
- Любов («Любов Ярова», К. Треньова);
- Неріса («Оргія» Лесі Українки);
- Ярославна («Яблуневий полон», Дніпровського);
- Гелена («Богдан Хмельницький», Старицького);
- Ліда («Платон Кречет», Корнійчука);
- Васса («Васса Желєзнова», Горького) та багато інших.

## Цікавий факт
По закінченні війни, коли влада не раз пригадувала Іванові Кавалеридзе перебування під німецькою окупацією, а київська кіностудія виселила його зі службової квартири. Майстра прихистила Любов Гаккебуш у своєму помешканні на Великій Житомирській, 17.

## Пам'ять

меморіальна дошка

В Києві на будинку № 17 по вулиці Великій Житомирській, де жила актриса в 1938–1947 роках в 1970 році встановлено меморіальну дошку (граніт, барельєф: скульптор І. П. Кавалерідзе, архітектор Р. П. Бикова).